# العلاقات الأفغانية الليختنشتانية
العلاقات الأفغانية الليختنشتانية هي العلاقات الثنائية التي تجمع بين أفغانستان وليختنشتاين.

## مقارنة بين البلدين
هذه مقارنة عامة ومرجعية للدولتين:
| وجه المقارنة                                              | أفغانستان                    | ليختنشتاين                                 |
| --------------------------------------------------------- | ---------------------------- | ------------------------------------------ |
| المساحة (كم2)                                             | 652.23 ألف                   | 16                                         |
| عدد السكان (نسمة)                                         | 34.94 مليون                  | 37.47 ألف                                  |
| الكثافة السكانية (ن./كم²)                                 | 53.57                        | 234.19 ألف                                 |
| العاصمة                                                   | كابل                         | فادوتس                                     |
| اللغة الرسمية                                             | اللغة البشتوية، اللغة الدرية | اللغة الألمانية                            |
| العملة                                                    | أفغاني                       | فرنك سويسري                                |
| الناتج المحلي الإجمالي (بليون دولار)                      | 20.82 مليار                  | 6.29 مليار                                 |
| الناتج المحلي الإجمالي (تعادل القوة الشرائية) بليون دولار | 62.62 مليار                  |                                            |
| الناتج المحلي الإجمالي الاسمي للفرد دولار أمريكي          | 594                          |                                            |
| الناتج المحلي الإجمالي للفرد دولار أمريكي                 | 1.93 ألف                     |                                            |
| مؤشر التنمية البشرية                                      | 0.479                        | 0.908                                      |
| رمز المكالمات الدولي                                      | +93                          | +423                                       |
| رمز الإنترنت                                              | .af                          | .li                                        |
| المنطقة الزمنية                                           | ت ع م+04:30                  | توقيت وسط أوروبا، ت ع م+01:00، ت ع م+02:00 |

## منظمات دولية مشتركة
يشترك البلدان في عضوية مجموعة من المنظمات الدولية، منها:
| علم المنظمة | اسم المنظمة                   | تاريخ انضمام أفغانستان | تاريخ انضمام ليختنشتاين |
| ----------- | ----------------------------- | ---------------------- | ----------------------- |
|             | الاتحاد البريدي العالمي       | ?                      | ?                       |
|             | الاتحاد الدولي للاتصالات      | 12 أبريل 1928          | 25 يوليو 1963           |
|             | منظمة حظر الأسلحة الكيميائية  | ?                      | ?                       |
|             | الأمم المتحدة                 | 19 نوفمبر 1946         | 18 سبتمبر 1990          |
|             | منظمة الشرطة الجنائية الدولية | ?                      | ?                       |

## وصلات خارجية
- موقع وزارة الخارجية الأفغانية